# Tao Tennis Center
Das Tao Tennis Center (früher Francis Field Dirt Courts) ist eine Tennisanlage auf dem Campus der Washington University in St. Louis, Missouri.
Im Rahmen der Olympischen Sommerspiele 1904 fanden auf der Anlage vor dem Francis Gymnasium die Tenniswettbewerbe statt. Im Sommer 2006 wurde das Tao Tennis Center renoviert und mit neuem Boden ausgestattet. Dieser orientiert sich mit grün und rot an den Farben der Universität. Außerdem erhielt die Anlage eine neue Beleuchtung, Zäune, Windschutzscheiben, Netze, Tribünen und einen zweiten Geräteschuppen.
Seinen heutigen Namen verdankt die Anlage William K.Y. Tao. Dieser war an der Renovierung des gesamten Sportkomplexes der Universität 1985 beteiligt.